# 3078 Horrocks
3078 Horrocks este un asteroid din centura principală, descoperit pe 31 martie 1984 de Edward Bowell.